# Michel Baron
Pour les articles homonymes, voir Boyron, Baron et Baron (acteur).
Scènes principales
Troupe du Roy
Hôtel de Bourgogne
Comédie-Française
Michel Baron est un comédien et dramaturge français, né le 7 ou le 8 octobre 1653 à Paris où il est mort le 22 décembre 1729.
Élève de Molière avant de devenir son camarade de scène, et son amant passionné, il interprètera les plus grands auteurs dramatiques du règne de Louis XIV — Pierre et Thomas Corneille, Racine, Regnard, Dancourt — il est considéré par ses contemporains comme le meilleur acteur de sa génération, tant dans le comique que dans le tragique,,,.
Il a lui-même composé dix comédies en prose ou en vers, dont la plus célèbre, L'Homme à bonne fortune, a été régulièrement représentée jusqu'au milieu du XIXe siècle.

## Biographie

### Un enfant de la balle (1653-1670)
Michel Baron est le dernier des six enfants d'André Boyron (1600-1655), dit « Baron », et Jeanne Auzoult (1625-1662), dite « Mlle Baron » ou « la Baronne », comédiens de la Troupe du Marais, puis de celle de l'hôtel de Bourgogne,.
Né à Paris le 7 ou le 8 octobre 1653,, il perd son père à l'âge de deux ans puis sa mère à l'âge de neuf ans. Ses tuteurs l'engagent alors pour cinq ans dans la troupe des petits comédiens du Dauphin, que dirige Marguerite Siret, dite « La Raisin »,. Au début de l'année 1666, cette troupe donne sur la scène du Palais-Royal une série de représentations dont le gazetier Charles Robinet rend compte dans sa Lettre en vers à Madame du 21 février, en soulignant la présence et le « charme [du] fils de la Baronne », alors qu'il n'a que douze ans à peine.
Selon le récit fait par Grimarest dans sa Vie de Monsieur de Molière, Molière, qui a assisté à la dernière des représentations, aurait obtenu du roi l'autorisation de l'enlever de chez la Raisin et l'aurait installé chez lui à Paris,. On ignore quelle place il aurait occupé dans la troupe pendant l'année 1666, mais les historiens du théâtre ont été longtemps persuadé que c'est pour lui que Molière aurait écrit le rôle de Myrtil dans la pastorale de Mélicerte, dont le rôle-titre aurait été tenu par la femme de Molière, Armande Béjart — dite « la Molière » — et qui aurait été créée au mois de décembre au château de Saint-Germain, dans le cadre du Ballet des Muses. Myrtil est un enfant de douze ans d'une beauté si extraordinaire qu'elle ébranle même les cœurs des nymphes, mais il aime la bergère Mélicerte et est aimé en retour.
S'il faut en croire Grimarest, les relations entre Baron et « la Molière » s'étant aigries au fil des mois, celle-ci en serait venue à gifler le jeune garçon, lequel, blessé dans son honneur, aurait choisi de retourner parmi les comédiens du Dauphin. Malheureusement ce récit de Grimarest est contredit par les documents authentiques : outre que les recherches récentes ont montré que ce n'est pas Mélicerte qui a pu être jouée en décembre 1666 dans le Ballet des Muses, mais une « pièce comique » jouée à l'improvisade, les indications fournies par le Registre de La Grange (en particulier la liste des membres de la troupe qu'il donne à chaque nouvelle saison théâtrale) ignorent la présence de Baron dans la troupe de Molière avant 1670 et elles nous apprennent inversement que la troupe était restée inchangée en 1665 et en 1666 et comportait les mêmes 12 acteurs. La gratification royale concédée après le Ballet des Muses donné à Saint-Germain et au cours duquel on aurait représenté Mélicerte avec Baron dans le rôle de Myrtil (selon Grimarest), fut ainsi partagée tout à fait normalement en 12 parts, ce qui confirme l'absence de Baron. Autrement dit, le récit de Grimarest touchant à la présence de Baron dans la troupe dans les années 1660, le penchant de Molière pour l'enfant et la jalousie d'Armande Béjart qui, en le giflant, l'aurait conduit à s'éloigner de la troupe semblent pur roman.
On ne sait donc pas exactement à quel moment Baron quitta la troupe des comédiens du Dauphin pour rejoindre celle, également itinérante, du duc de Savoie,, où il côtoie les époux Beauval, qui seront ses camarades de scène pendant plus de vingt ans.

### Dans la troupe de Molière (1670-1673)
À Pâques 1670, obéissant à une lettre de cachet que Molière lui a fait parvenir à Dijon, il intègre la Troupe du Roi au Palais-Royal. Sur la page de son registre où il signale cette arrivée, suivie deux mois plus tard de celle des Beauval, La Grange précise que « le sieur Baron » entre pour une part entière, ce qui est exceptionnel, compte tenu de son jeune âge (seize ans et demi),.
Baron fait ses débuts parisiens dans une tragédie de Corneille, Tite et Bérénice, où il tient le rôle de Domitian. Au cours des années suivantes, il est Damis dans Le Tartuffe, puis Dorante dans Le Bourgeois gentilhomme, Octave dans Les Fourberies de Scapin et Ariste dans Les Femmes savantes.
En 1671, il crée le rôle d'Amour dans Psyché, aux côtés d'Armande Béjart, qui tient le rôle-titre. Selon l'auteur anonyme de La Fameuse Comédienne ou Histoire de la Guérin, auparavant femme et veuve de Molière, roman à charge publié vers 1685, ce spectacle aurait été l'occasion pour les deux acteurs de nouer une brève relation amoureuse, dont la réalité factuelle a été régulièrement contestée par les commentateurs jusqu'à une période récente.
Le 17 février 1673, s'il faut en croire la relation qu'en fera Grimarest, Baron aurait assisté Molière à ses derniers moments. C'est lui encore qui, le lendemain, se serait rendu à Saint-Germain, où séjournait la cour, pour annoncer la nouvelle au Roi,. La réouverture du Palais-Royal, le 24 février, se fait avec Le Misanthrope. Baron, qui n'a encore que dix-neuf ans, y tient le rôle d'Alceste, que Molière avait écrit pour lui-même alors qu'il en avait quarante-quatre.

### À l'Hôtel de Bourgogne (1673-1680)
Au cours du relâche de Pâques, La Thorillière, Baron et les Beauval quittent la Troupe du Roi, pour rejoindre la Troupe royale de l'hôtel de Bourgogne. La Grange note dans son Registre : « Ainsi, la troupe de Molière fut rompue. » Pendant sept ans, d'avril 1673 à août 1680, date à laquelle les deux troupes seront réunies par ordre du Roi pour donner naissance à la Comédie-Française, Baron est le principal acteur tragique de l'hôtel de Bourgogne, où il a repris l'emploi et tous les rôles de Floridor ; il y crée entre autres ceux d'Achille dans Iphigénie (1674) et d'Hippolyte dans Phèdre (1677) de Racine.

### À la Comédie-Française, acte I (1680-1691)
La réunion des deux troupes françaises, rendue inévitable par le passage, à Pâques 1679, des époux Champmeslé de l'Hôtel de Bourgogne à l'Hôtel Guénégaud, et par la mort, en juillet de l'année suivante, de La Thorillière, ne fait que confirmer le statut de Baron comme premier acteur tragique. Il sera ainsi amené à incarner les principaux héros des pièces d'auteurs nouveaux, tels que Jean de La Chapelle, Michel Le Clerc ou Jean Galbert de Campistron.
Le 3 mars 1685, alors qu'à trente-et-un ans il est à l'apogée de sa réputation d'acteur, il entame une carrière d'auteur, en faisant représenter sur la scène du Théâtre français, une comédie intitulée Le Rendez-vous des Thuilleries ou le Coquet trompé avec une musique de Marc-Antoine Charpentier. Ce premier essai sera suivi, au cours des quatre années suivantes, de cinq autres comédies, dont une en vers.
Vingt années de succès l'ont suffisamment enrichi pour lui permettre d'acquérir, en juillet 1691, une maison de 23 000 livres à porte cochère et jardin, située place de Fourcy (actuel 5e arr.), près des fossés de l'Estrapade.

### Une retraite studieuse (1691-1720)
Le 21 octobre suivant, âgé de trente-neuf ans seulement, il quitte la comédie avec une retraite de sociétaire d'un montant de 1 000 livres, à laquelle s'ajoutera, six ans plus tard, une pension de 1 500 livres octroyée par le Roi « en considération de ce qu'il [Baron] a quitté cette profession et qu'il se trouve à présent sans subsistance »,. Selon l'abbé d'Allainval, repris par d'autres historiens, « le vrai motif de sa retraite était qu'il traitait d'une charge de valet de chambre de Sa Majesté, dont elle lui refusa l'agrément ». Dans une lettre adressée à sa tante Sophie de Hanovre le 1er novembre 1691, Madame Palatine, belle-sœur du roi, donne, dans un premier temps, une version assez différente de ce départ : « À propos de comédies : le meilleur comédien d'ici a démissionné. Les dévots lui ont fait peur en lui disant qu'on allait chasser tous les comédiens et que le premier qui se retirerait pouvait être assuré qu'on prendrait soin de lui. Ça me contrarie fort, parce que le gars jouait prodigieusement bien. Il s'appelle Baron. Si je n'avais pas craint de me mettre à dos les dévots, je lui aurais persuadé de rester. »

### À la Comédie-Française, acte II (1720-1729)
Après vingt-neuf années de « vie privée », il reparaît sur la scène du Palais-Royal, le premier mercredi suivant le relâche de Pâques 1720,, dans le rôle-titre du Cinna de Corneille, en présence de Philippe d'Orléans, régent du royaume. Madame Palatine, qui a œuvré pour ce retour et s'est fait livrer, à la mi-juin, un portrait de Baron en habit de Nicomède (aujourd'hui perdu) peint par Charles Antoine Coypel, manifeste aussitôt son enthousiasme, avant de revenir sur les circonstances de la démission du comédien : 

« Baron a juste six mois de plus que moi, en novembre il aura soixante-neuf ans, mais il semble beaucoup plus jeune quand il est sur scène. Il y a vingt-huit ans, pour nous faire tous enrager, la Maintenon avait persuadé Baron de quitter le théâtre. Elle allait, disait-elle, le faire nommer valet de chambre du roi, lui obtenir des pensions considérables et assurer sa fortune. C’est ce qu’il m’a expliqué à l’époque à Fontainebleau. Je lui ai répondu tout à plat : “On vous trompe, ne vous fiez pas à la Maintenon, je connais bien le roi, jamais il ne vous prendra dans sa chambre.” Il n’a pas voulu me croire et il s’est retiré. Mais quand il a vu qu’on l’avait trompé, il a voulu réintégrer la troupe, mais la Maintenon n’a pas voulu le permettre et a obtenu que le roi lui défende expressément d’y songer. Après la mort du Roi, il n’y pensait plus du tout, et c’est la Desmares qui, voyant que plus personne ne venait les [les Comédiens-Français] voir, a eu l’idée que si Baron réintégrait la troupe, les choses iraient mieux, et elle a réussi à le persuader. Elle est venue me trouver et m’a dit que si j’acceptais d’en toucher un mot à mon fils [Philippe d'Orléans], Baron ferait son retour dans la troupe. J’en ai parlé à mon fils, qui a donné sa permission. Baron a réintégré la troupe et il réussit fort bien. »

Commence alors une seconde carrière, qui durera neuf ans, au cours desquels le vieil acteur tiendra les premiers rôles dans de nombreuses pièces du répertoire — Le Cid, Polyeucte, Horace, Rodogune, La Mort de Pompée, Le Menteur, Le Misanthrope, Amphitryon, Britannicus, Iphigénie, etc. —, dans des œuvres d'auteurs nouveaux (Houdar de La Mothe, Danchet, l'abbé Genest, Crébillon père) et dans les premiers essais dramatiques de Marivaux (Annibal) et de Voltaire (Mariamne).
Il se retire définitivement le 3 septembre 1729. Ce jour-là, il doit tenir le rôle-titre dans Venceslas de Rotrou, le même avec lequel il avait mis un terme à sa première carrière, quatre décennies plus tôt, à Fontainebleau devant Louis XIV et sa cour, mais une crise d'asthme qui lui vient alors qu'il n'a déclamé qu'une vingtaine de vers, l'empêche de continuer et il lui faut quitter la scène.
Il meurt le 22 décembre suivant, à cinq heures du soir, âgé de soixante-seize ans. Il est inhumé, à sa demande, dans le cimetière de l'église Saint-Benoît (aujourd'hui détruite) aux côtés de Charles Perrault, qui avait été pendant treize ans son voisin place de Fourcy.
Dix jours plus tard, le mémorialiste Mathieu Marais écrit au président Bouhier : « Baron est enfin mort. C'était le Roscius de notre siècle. » Le Mercure de France mis en vente à la fin du même mois lui consacrera une longue et élogieuse nécrologie : « Le théâtre français a perdu Baron, le plus célèbre comédien qui ait paru sur notre scène ; l'élève, le camarade de Molière, et qu'on peut appeler le Roscius de notre siècle. Jamais homme n'a eu tant, ni de si heureux talents pour plaire et pour toucher. »

### Vie privée
Le 1er septembre 1675, en l'église Saint-Sauveur de Paris, Michel Baron épouse Charlotte Le Noir (1661-1730), fille de La Thorillière, âgée de quatorze ans seulement et qui deviendra comédienne sous le nom de « Mlle Baron » (2e du nom),. Parmi les nombreux témoins du contrat de mariage, signé douze jours plus tard, figurent Jean Racine et Pierre Corneille. Le couple aura au moins quatre enfants : Étienne-Michel, Charles, Catherine et François, dont seul le premier sera comédien.
Né le 22 juillet 1676, Étienne-Michel Baron débute à la Comédie-Française en 1695 sous le nom de « Baron fils » et y obtient presque aussitôt de vifs succès. En 1696, il épouse Catherine von der Beck, fille de Jeanne Godefroy et Moritz von der Beck, danseurs de corde qui s'étaient fait connaître aux foires Saint-Germain et Saint-Laurent,,. Il meurt le 9 décembre 1711. Trois des enfants du couple deviendront comédiens :
- Jeanne-Catherine, née le 23 février 1699, débute le 10 octobre 1730 sous le nom de « La Traverse »[u] dans le rôle-titre de Phèdre de Racine, se retire en juillet 1733 et meurt en 1781[47] ;
- Catherine-Charlotte, née le 18 février 1701, débute à la Comédie-Française le 19 octobre 1729 dans le rôle de Célimène du Misanthrope, se retire l'année suivante, épouse le comédien Jean de Brye (ou de Brie) dit « Desbrosses », reparaît en 1736 et meurt le 16 décembre 1742 ;
- François (1703-?)[48],[49], débute à la Comédie-Française en 1741 et y reste jusqu'en 1755, dans un emploi très secondaire.

Parmi les autres descendants de la famille Boiron, on peut citer :
- François (?-1778), dit « Baron petit-fils », fils d'un des deux frères d'Étienne (Charles ou François), qui débute en 1741 au Théâtre-Français ;
- Mlle Baron « arrière-petite-fille » qui débute en 1767[48].

L'intimité avérée de Baron avec Molière et les supposés déboires conjugaux de ce dernier ont suscité, depuis une trentaine d'années, l'intérêt de nombreux auteurs, qui, en s'appuyant sur le pamphlet La Fameuse Comédienne, ont donné crédit à une relation homosexuelle qui aurait été occultée par l'historiographie classique.
L'éditeur des Mémoires du marquis d’Argens, reprenant des passages de La Fameuse Comédienne, relaie ces insinuations dans une note consacrée à Baron qui, outre sa relation avec Molière, aurait été courtisé par un « duc de Bellegarde ».
Néanmoins, Charles-Louis Livet, en charge de l'édition de 1877 de La Fameuse Comédienne, indique que le « passage relatif à Baron et au duc de Bellegarde, qui manque dans l'édition sans lieu ni date, a été interpolé dans les éditions de 1688 et suivantes, moins pour atteindre la mémoire de Molière que pour insulter Baron. » Pour lui, l'accusation « d'un vice honteux » n'est « qu'une abominable calomnie […] parce que pas un autre ouvrage du temps, à notre connaissance, n'a fait la plus légère allusion à un bruit que ses ennemis auraient été trop heureux de recueillir. ».
Plusieurs oeuvres de fiction ont abordé le sujet, dont les pièces de théatre  Baron (2002) et Le Banquet d'Auteuil (2011) de Jean-Marie Besset et le film Le Molière imaginaire (2024) d'Olivier Py.

## Œuvres
- Le Rendez-vous des Thuilleries ou le Coquet trompé, comédie en trois actes et en prose précédée d’un prologue, musique de Marc-Antoine Charpentier, représentée pour la première fois au Théâtre-Français le 3 mars 1685, imprimée l’année suivante à Paris, chez Thomas Guillain, lire en ligne sur Gallica.
- Les Enlèvements, comédie en un acte et en prose représentée pour la première fois au Théâtre-Français le 6 juillet 1685, imprimée l’année suivante à Paris chez Thomas Guillain, lire en ligne sur Gallica.
- L’Homme à bonne fortune, comédie en cinq actes et en prose représentée pour la première fois au Théâtre-Français le 30 janvier 1686, imprimée la même année à Paris, chez Thomas Guillain, lire en ligne sur Gallica.
- La Coquette et la Fausse Prude, comédie en cinq actes et en prose représentée pour la première fois au Théâtre-Français le 28 décembre 1686, imprimée l’année suivante à Paris chez Thomas Guillain, lire en ligne sur Gallica.
- Le Jaloux, comédie en cinq actes et en vers représentée pour la première fois au Théâtre-Français le 17 décembre 1687, imprimée en 1736 chez P.-J. Ribou dans Le Théâtre de Monsieur Baron, t. 2, p. 113 et suivantes, disponible sur Google Livres.
- Les Fontanges maltraitées ou les Vapeurs, comédie en un acte et en prose représentée pour la première fois au Théâtre-Français le 11 mai 1689, jamais imprimée.
- La Répétition, comédie en un acte et en prose, représentée pour la première fois au Théâtre-Français le 10 juillet 1689, jamais imprimée.
- Le Débauché, comédie en cinq actes et en prose, représentée pour la première fois au Théâtre-Français le 8 décembre 1689, jamais imprimée.
- L’Andrienne, comédie en vers et en cinq actes d'après la pièce de Térence, représentée pour la première fois au Théâtre-Français le 16 novembre 1703, imprimée l’année suivante à Paris, chez Pierre Ribou, lire en ligne sur Gallica.
- L'École des pères, comédie en vers et en cinq actes d'après Les Adelphes de Térence, représentée pour la première fois au Théâtre-Français le 3 janvier 1705, imprimée en 1736 chez P.-J. Ribou dans Le Théâtre de Monsieur Baron, t. 2, p. 229 et suivantes, consultable sur Google Livres.
- Le Théâtre de Monsieur Baron, augmenté de deux pièces qui n'avoient point encore été imprimées, et de diverses poësies du même auteur, 2 vol., Amsterdam, Aux dépens de la compagnie, 1736 ; rééd. Paris, Aux dépens des associés, 1742. Contient : Le Rendez-vous des Tuileries ou le Coquet trompé, Les Enlèvements, La Coquette et la Fausse Prude, L'Homme à bonne fortune (tome I) ; L'Andrienne, Le Jaloux, L'École des pères et poésies diverses (tome II), consultables sur Google Livres.
- Le Théâtre de Monsieur Baron, augmenté de deux pièces qui n'avoient point encore été imprimées, et de diverses poësies du même auteur, réédition en 3 volumes de l'ouvrage précédent, Paris, Aux dépens des associés, 1759. Contient : Le Rendez-vous des Tuileries ou le Coquet trompé, Les Enlèvements, La Coquette et la Fausse Prude (tome I) ; L'Homme à bonne fortune, L'Andrienne (tome II) ; Le Jaloux, L'École des pères et poésies diverses (tome III), consultables sur Google Livres.
- Œuvres choisies de Baron, avec des remarques, des notices et l'examen de chaque pièce, par MM. Ch. Nodier et P[ierre-Marie-Michel] Lepeintre, Paris, Dabo-Butschert, 1824, p. 1-52, consultable sur Google Livres. Contient L'Homme à bonne fortune, La Coquette et la Fausse Prude et L'Andrienne.